# Desoxyadenosintriphosphat
Desoxyadenosintriphosphat (dATP) ist einer von vier Synthesebausteinen der Nukleinsäure DNA. Es besteht aus Desoxyribose, der Base Adenin und einer Triphosphat-Gruppe.

## Biosynthese
Die Desoxyribonukleosidtriphosphate werden in der Zelle als energiereiche Verbindungen durch zwei aufeinanderfolgende Phosphorylierungsschritte mit ATP als Phosphatgruppendonor aus 2'-Desoxyribonucleotid-5'-monophosphat synthetisiert.

## Funktion
dATP ist eine energiereiche Vorstufe für Desoxyadenosinmonophosphat, einem von vier Bausteinen der DNA, die eine Folge von Nukleosidmonophosphaten ist. Der genetische Code der DNA ergibt sich aus der Folge der Basen dieser Bausteine. Da die Base von dATP das Adenin ist, codiert dieser Baustein das A dieses Codes.